# Zuch Kazik
Zuch Kazik – polski zespół muzyczny założony w 2012 na potrzeby Festiwalu Twórczości Żenującej Zacieralia. Twórczość zespołu to muzyka alternatywna opierająca się na polskich piosenkach propagandowych z lat 40., 50. i 60. XX w.

## Skład
- Kazik Staszewski  – znany m.in. z występów w zespole Kult
- Andrzej „Izi” Izdebski – producent muzyczny mający w dorobku m.in. współpracę z Jackiem Lachowiczem
- Mirosław Jędras – członek zespołu Zacier

- Michał Jędras – członek zespołu Zacier
- Piotr Łojek – muzyk zespołu Elektryczne Gitary[1].

## Dyskografia

### Albumy
- Zakażone piosenki (S.P. Records; 7 listopada 2014[1], #5 POL[3])

### Teledyski
- Hej młody Junaku (reż. Sławomir Pietrzak; 2014)[4]